# Liran
La isla de Liran (en indonesio: Pulau Liran) es una pequeña isla  del Sudeste Asiático localizada en el grupo de las islas Molucas, frente a la costa suroeste de la isla de Wetar, perteneciente a Indonesia. A unos 12 km al suroeste está la pequeña isla de Atauro, que pertenece a Timor Oriental. Liran es la más occidental de las islas Barat Daya en la provincia de Maluku (Molucas).
Liran está rodeada por arrecifes de coral.
Tiene una población pequeña, que habla wetarense. Viven principalmente en una pequeña localidad localizada en el extremo sur de la isla. También hay un faro allí.